# Coscinoderma confragosum
Coscinoderma confragosum är en svampdjursart som beskrevs av Poléjaeff 1884. Coscinoderma confragosum ingår i släktet Coscinoderma och familjen Spongiidae. Inga underarter finns listade i Catalogue of Life.